# 名古屋高速2号東山線
名古屋高速2号東山線（なごやこうそく2ごうひがしやません）は、愛知県名古屋市中村区の新洲崎JCTから愛知県名古屋市名東区の高針JCTへ至る名古屋高速道路の路線である。道路法上は、名古屋市道高速1号（中川区島井町 - 千種区鏡池通）の一部と名古屋市道高速1号四谷高針線（千種区鏡池通 - 名東区猪高町）の全部からなる。このことから本項では5号万場線と2号東山線をまとめて解説する場合、便宜的に「高速1号」と表記する。

## 概要
6放射道路から成る名古屋高速道路の内、名古屋市東部地域と名古屋都心を連絡する東西方向の路線が2号東山線である。東名阪自動車道と名古屋市名東区を東西に直結する高速1号の東方部分である。5号万場線とは新洲崎JCTで接続し、両路線は直線で結ばれている。
路線は名古屋高速で唯一となる掘割、半地下およびトンネル区間があり、これを高架道路が前後に挟み込む形態となっている。起点は新洲崎JCT（六反跨線橋付近）で、途中、白川出入口付近から吹上東出入口を過ぎるあたりまでは若宮大通の上を通っている。JR中央線をオーバーパスすると下り坂となってそのまま掘割区間に入り、ここから名古屋市道鏡ヶ池線の下を半地下式で通過する。四谷出入口付近からトンネル区間（東山トンネル）となって東山公園の直下を潜り抜けて終点の高針出入口付近で高架橋となって名二環に接続する。
2号東山線は都心環状線の内側に敷設された唯一の放射路線である。一見、環状ルートを構成するかのように見える路線形態も、内側区間（新洲崎JCT - 丸田町JCT間）と都心環状線の相互乗り入れは、ジャンクション内側に渡り線がないことから不可能である。なお、名古屋駅地区に比べて人気が低下しつつある栄地区の活性化対策として、若宮大通と久屋大通の交差箇所付近に新たな出入口を設けることが画策され、そのアクセス強化のため、丸田町JCTは都心環状線から内側区間へ乗入れるための渡り線の増設が決定している。
名古屋高速路線はその全てが名古屋環状2号線（国道302号と名古屋第二環状自動車道、伊勢湾岸自動車道の一部）に接続する。これは交通流動の円滑化に資するために環状道路と放射道路が一体となって計画された結果であるが、この他に名古屋高速には都心と郊外を連絡する使命も併せ持つことから、路線末端部において名古屋環状2号線以外の幹線道路と連結することで長距離連絡のニーズにも対応している。それは3号大高線が知多半島道路と名四国道（国道23号）、4号東海線が西知多産業道路（国道247号）、5号万場線が東名阪自動車道にみる連絡道路を持っていることからも判る。しかし2号東山線だけは末端部で名古屋環状2号線以外に連絡する幹線道路を持っていない。これは最初から持っていなかったのではなく、構想段階では末端部を名古屋インターチェンジとしたうえで東名高速道路と接続する計画であったものが、環境的配慮から大規模な路線変更を伴った結果であり、その経過の顛末については歴史節で解説する。ただ、交通量の多い郊外路線と都心部の連絡という当初の使命が改変されたことで、現在の2号東山線は名古屋市東部地域と都心部の東西連絡が主だった使命とされ、東西直通の幹線道路が少ない名古屋市にあってバイパス的な役割を担っている。

### 路線データ
- 起点 : 愛知県名古屋市中村区名駅南[11]
- 終点 : 愛知県名古屋市名東区猪高町[12]
- 距離 : 10.3 km[10]
- 出入口 : 6箇所（入口 : 6箇所・出口 : 6箇所）
- 分岐 : 3箇所
- 車線 : 4車線

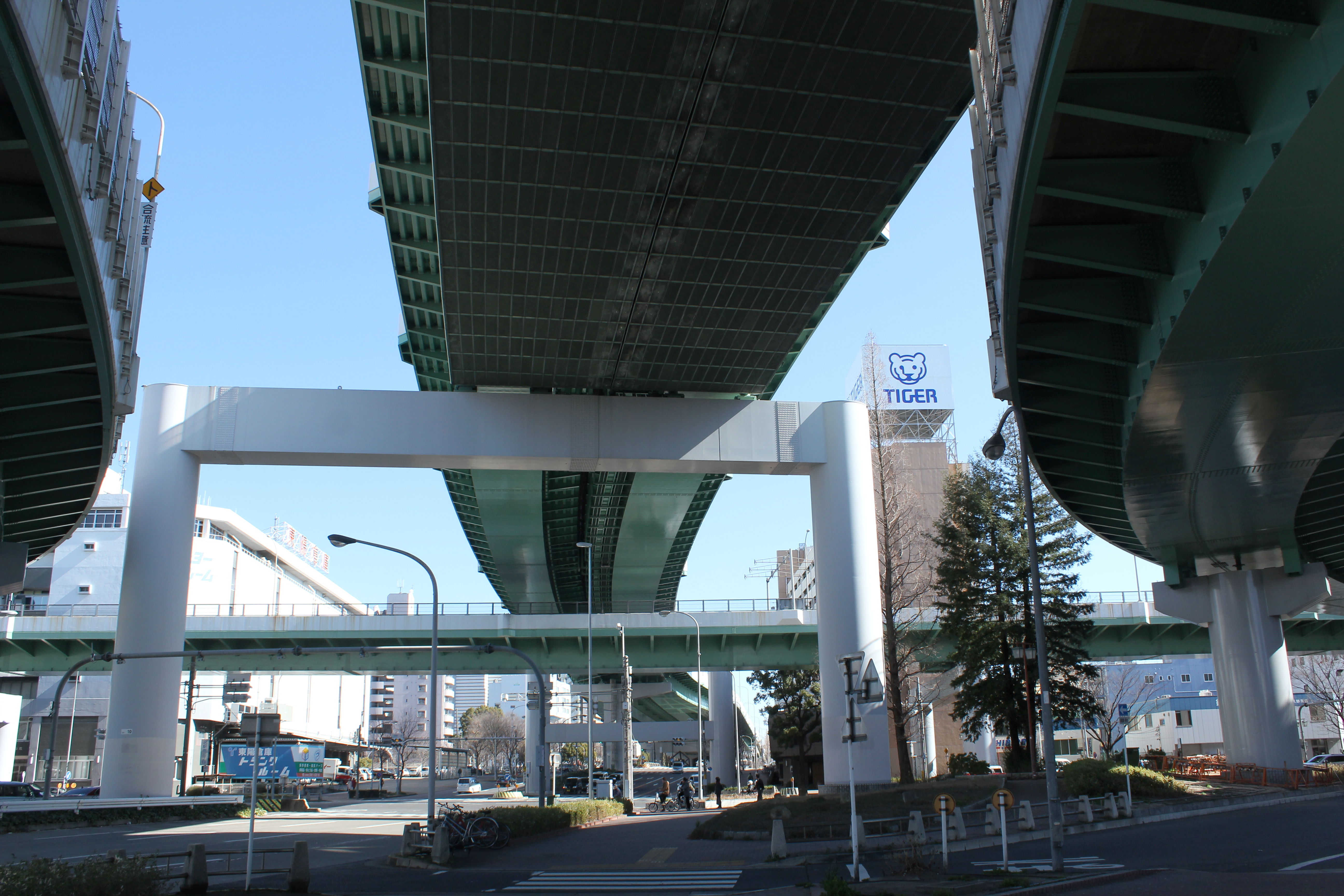
起点の新洲崎JCT。手前が5号万場線、奥が2号東山線。万場線と東山線は直線で連結している。
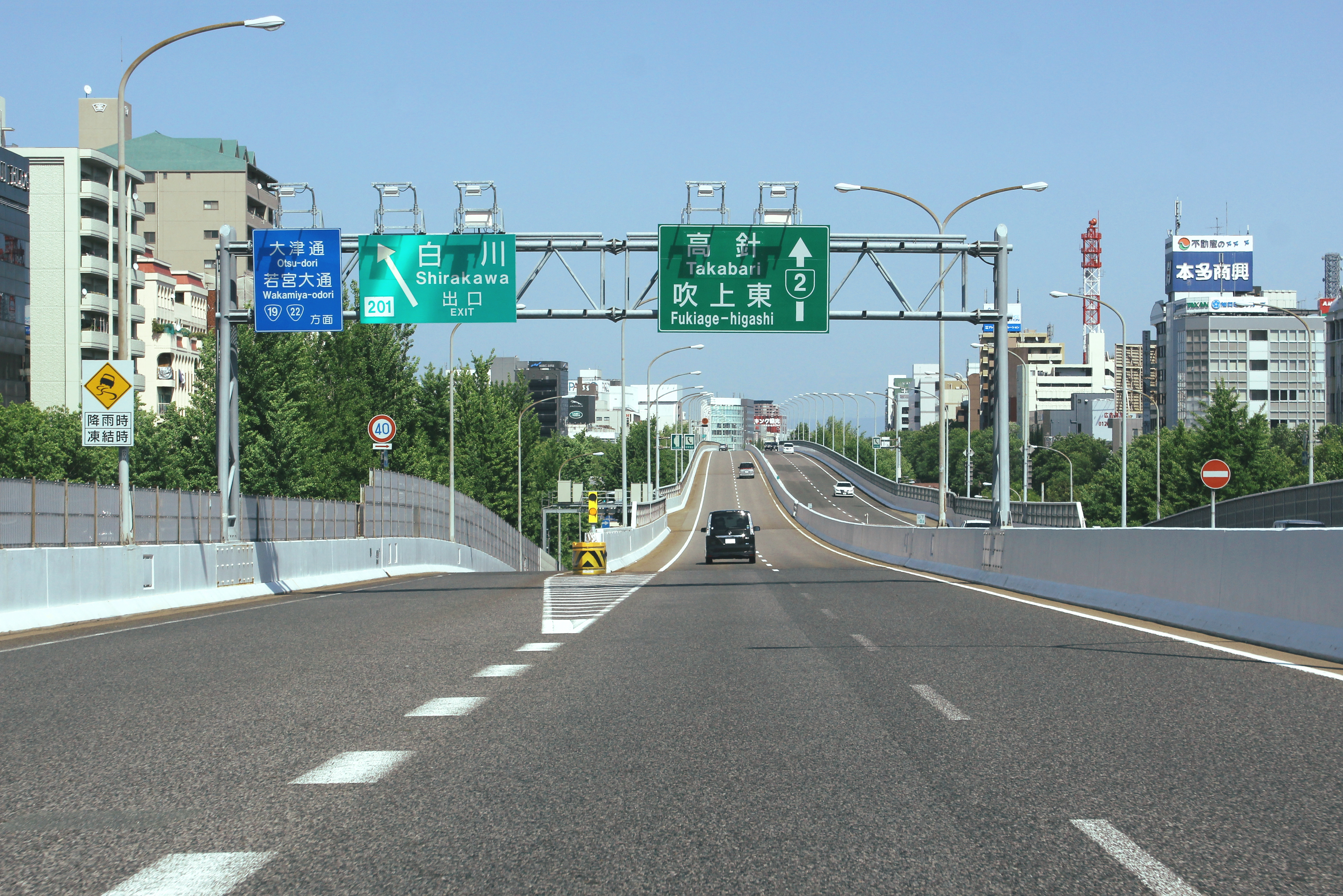
若宮大通上の高架区間（白川出入口付近）
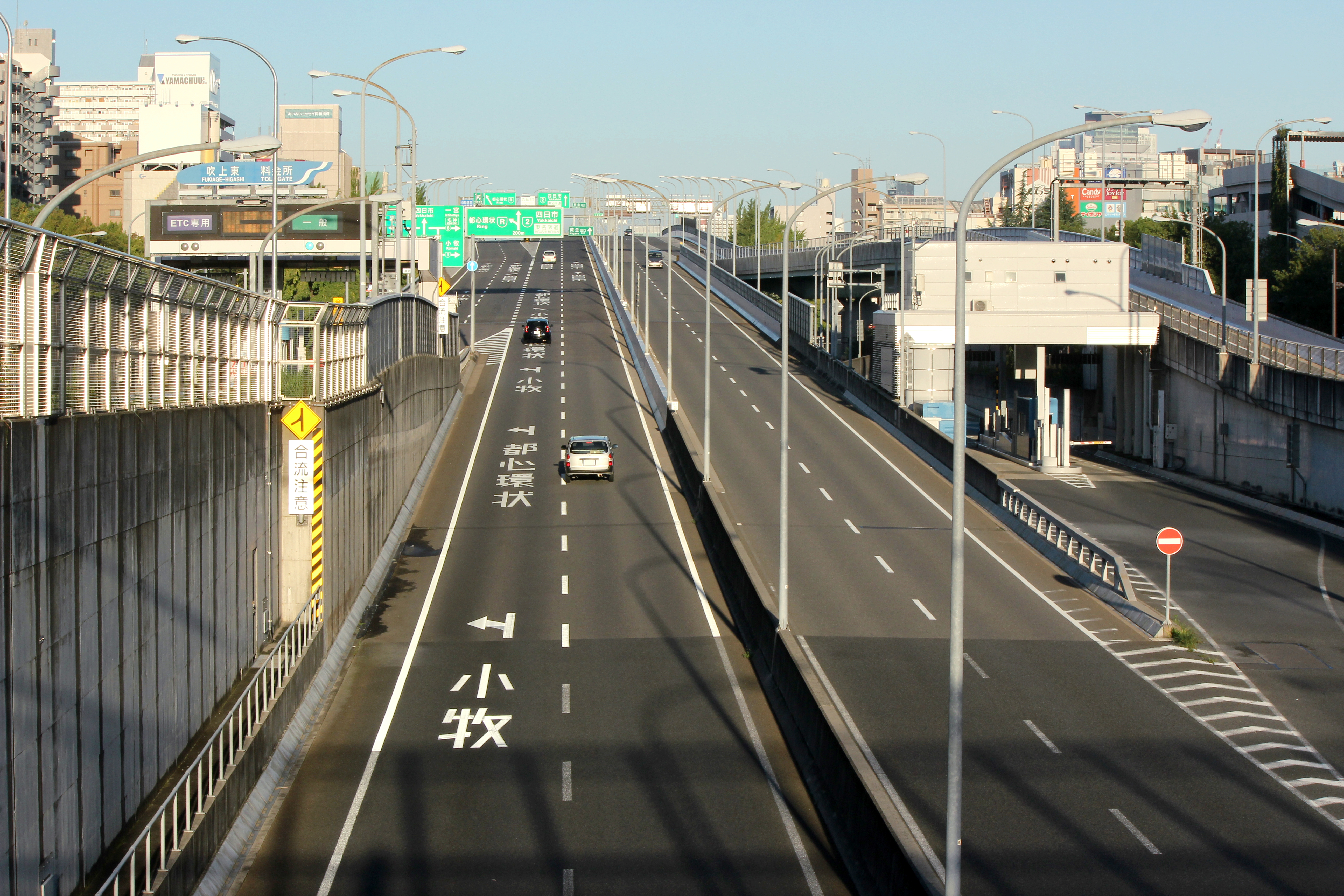
高架と掘割の移行部に位置する吹上の東西出入口
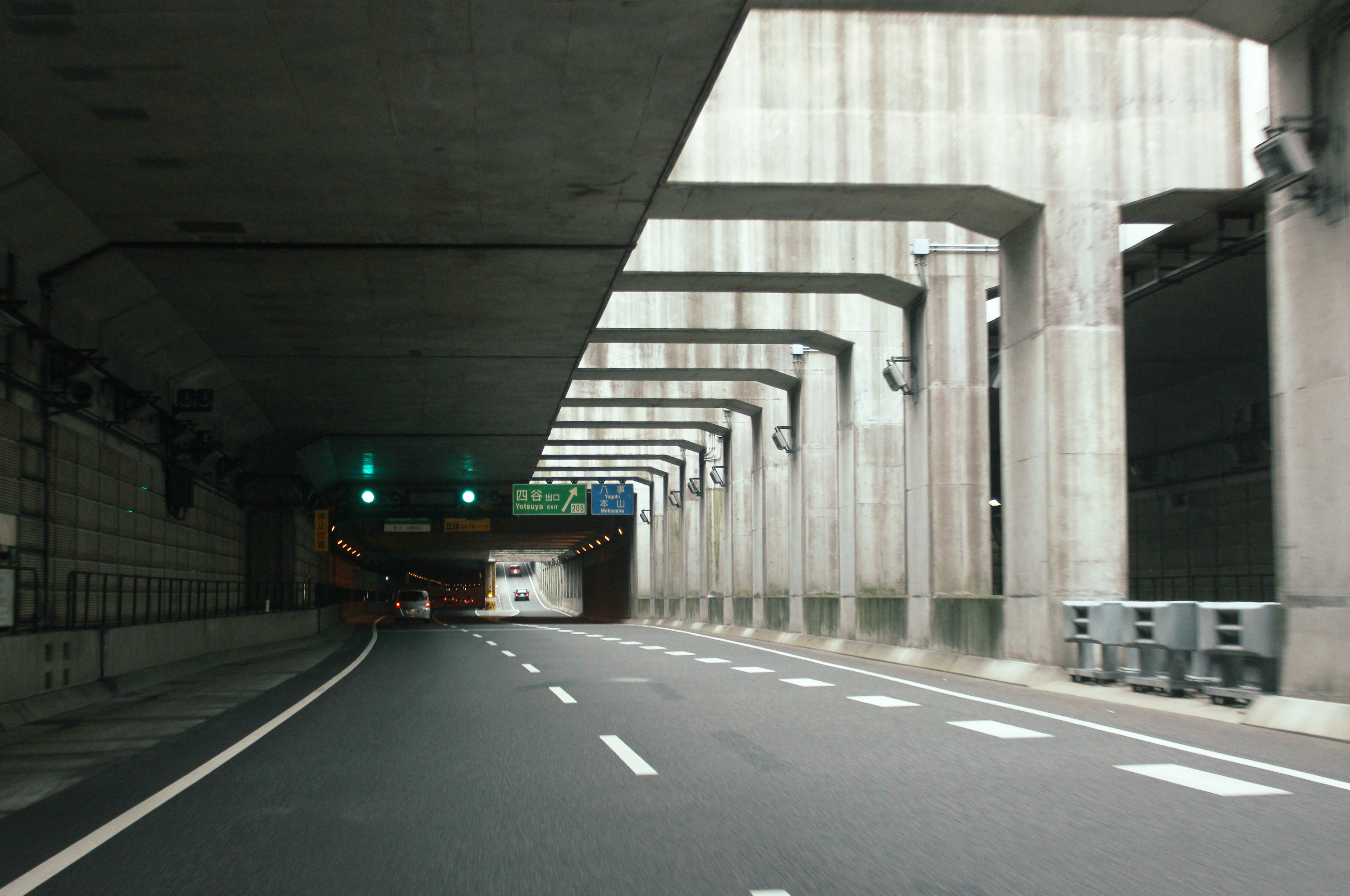
名古屋市道鏡ヶ池線直下の半地下区間（四谷出口付近）
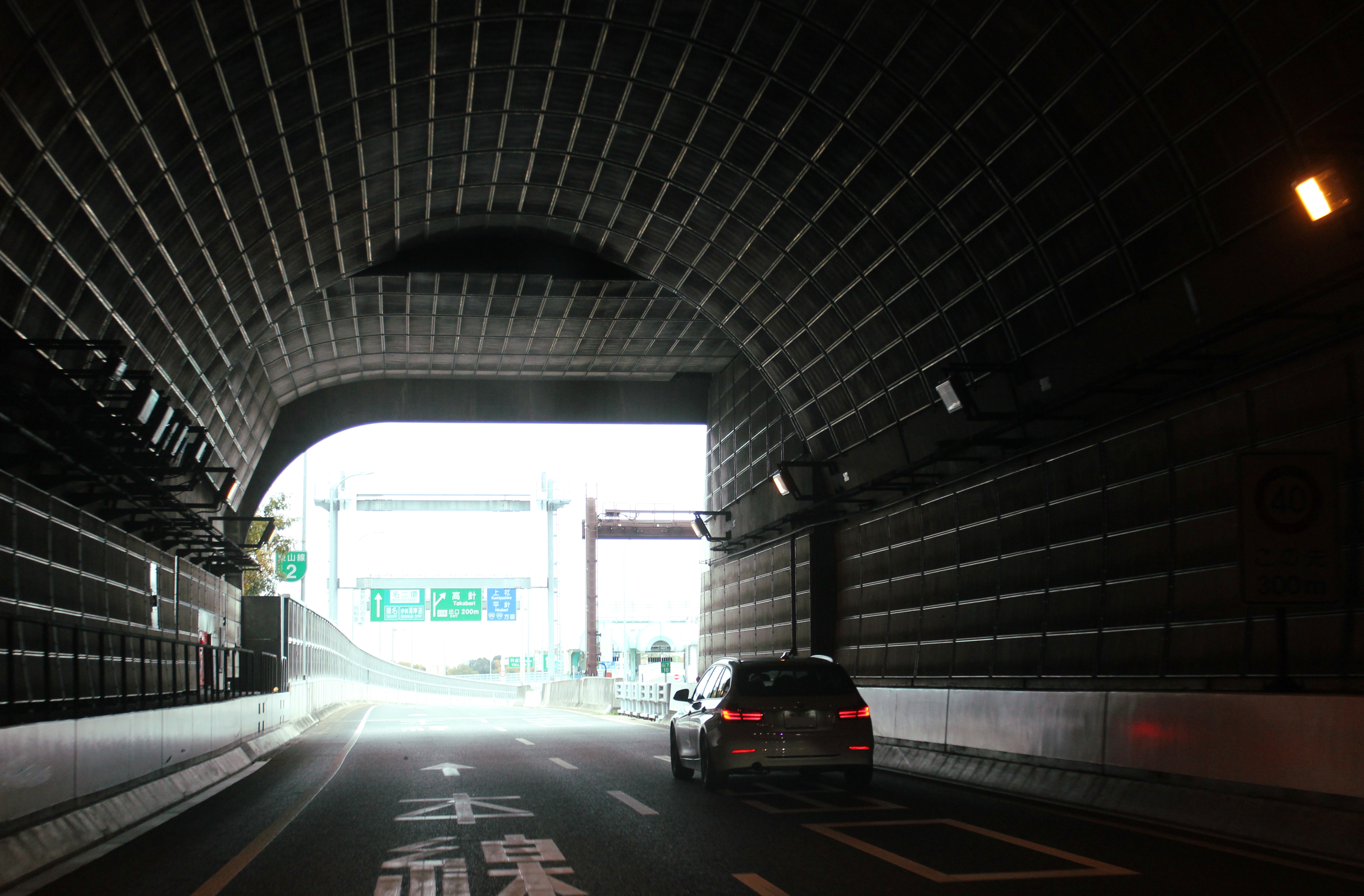
トンネル区間（東山トンネル）
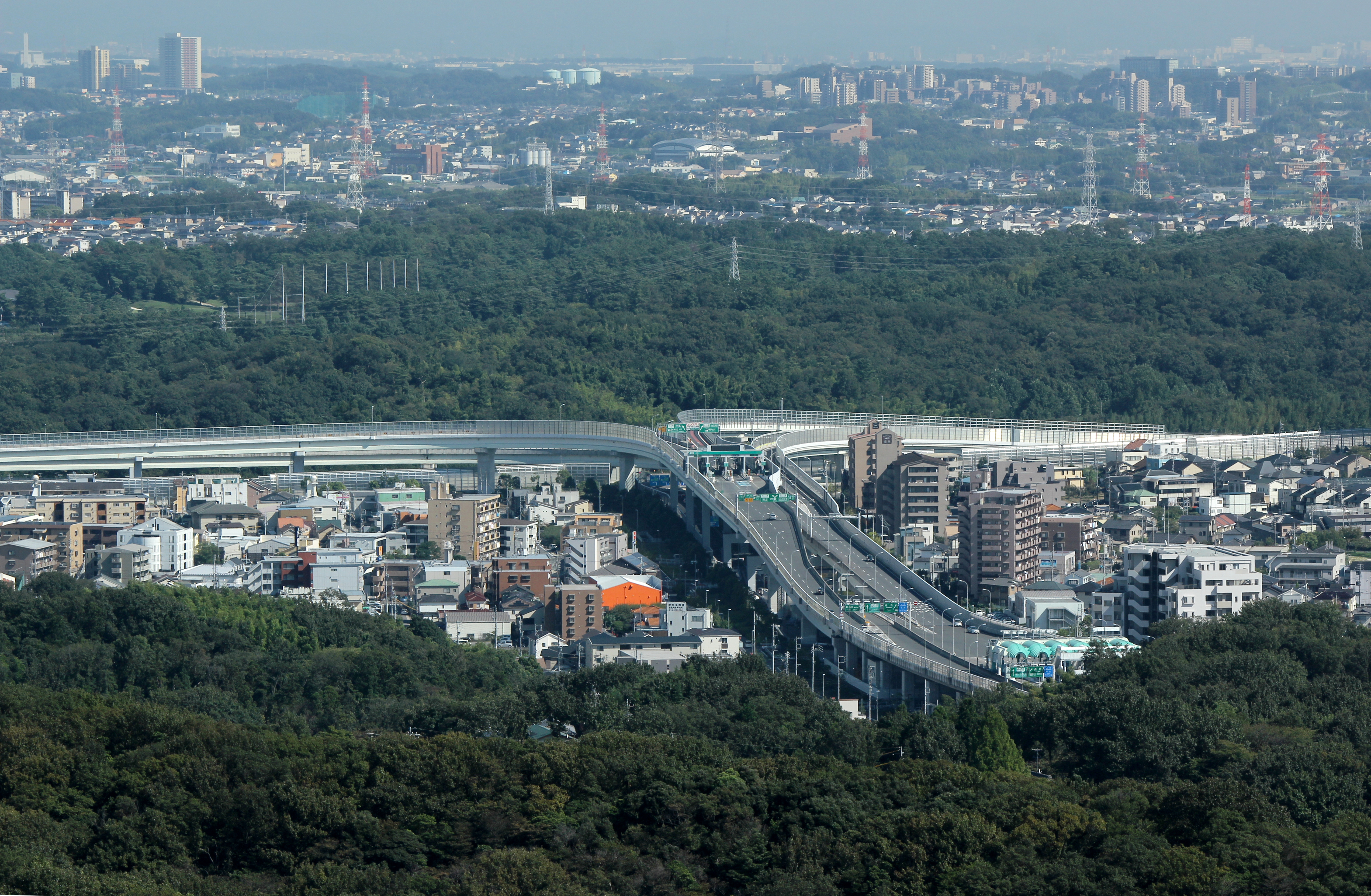
終点の高針JCTは高架構造 名二環に接続
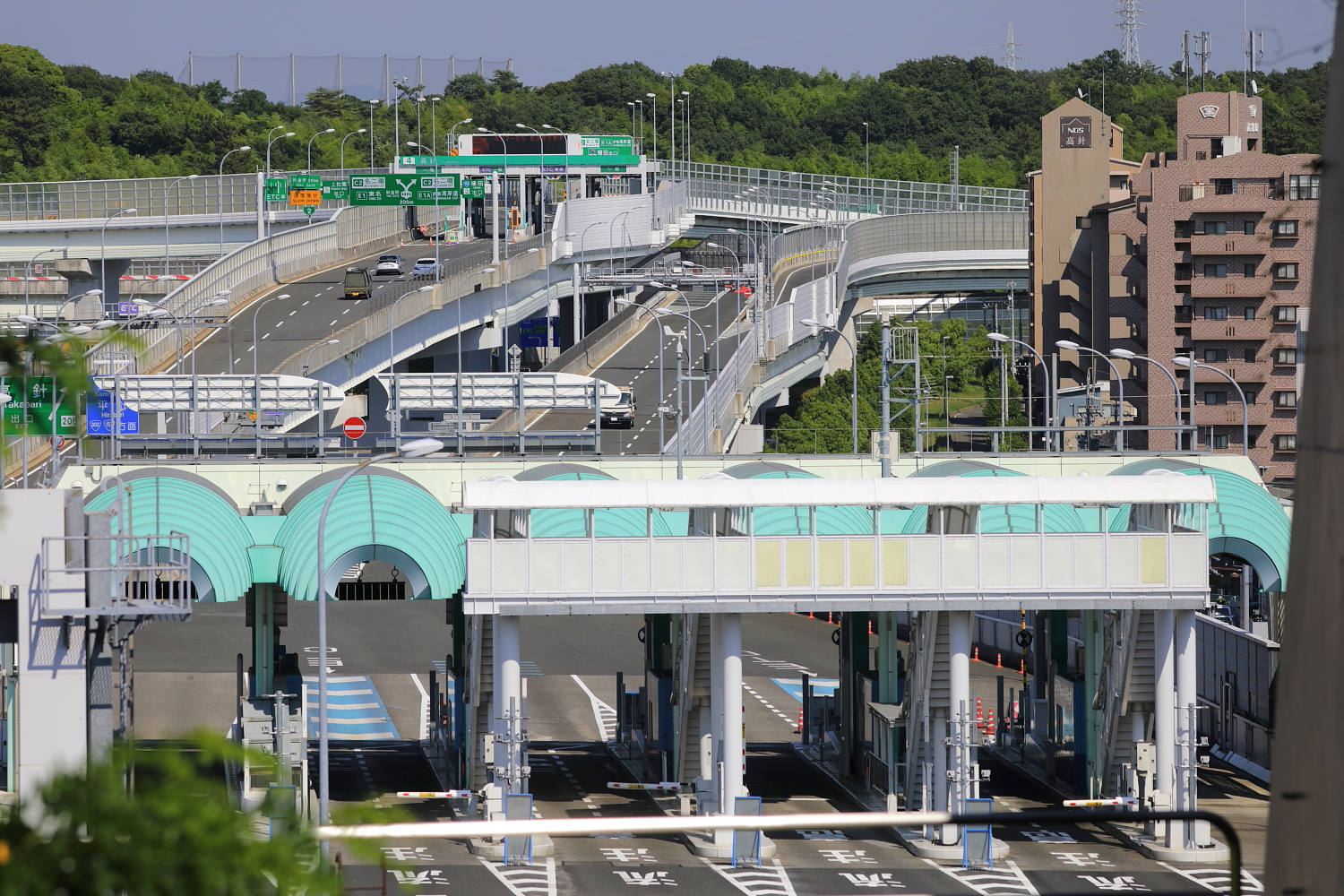
画像手前は名古屋高速道路の高針料金所、画像奥はNEXCO中日本の高針料金所

## 出入口など
- 施設名欄の背景色が■である部分は施設が供用されていない、または完成していないことを示す。未開通区間の名称は仮称。
- 途中で天白区も通るが、出入口はない。
- （間）は他の道路を介して接続している間接接続
- 英略字は以下の項目を示す。
JCT：ジャンクション、TB:本線料金所、IC：インターチェンジ

| 出入口番号                                          | 施設名       | 接続路線名                                                         | 起点から （km） | 備考                              | 所在地 |
| --------------------------------------------------- | ------------ | ------------------------------------------------------------------ | --------------- | --------------------------------- | ------ |
| 万場線 名古屋西JCT方面                              |              |                                                                    |                 |                                   |        |
| -                                                   | 新洲崎JCT    | 万場線                                                             | 0.0             |                                   | 中村区 |
| -                                                   | 新洲崎出入口 | （間）名駅通                                                       |                 | 設置予定 都心環状線との集約出入口 | 中村区 |
| 211/201                                             | 白川出入口   | 若宮大通 （間） 国道19号（伏見通）                                 | 0.5             | 千音寺（東名阪道）方面出入口      | 中区   |
| -                                                   | 栄出入口     | 若宮大通 （間）久屋大通                                            |                 | 設置予定                          | 中区   |
| -                                                   | 丸田町JCT    | 都心環状線                                                         | 2.2             | 高針方面接続                      | 中区   |
| 212/202                                             | 吹上東出入口 | 若宮大通 （間） 国道153号（飯田街道） （間）名古屋市道名古屋環状線 | 3.2             | 千音寺・都心環状方面出入口        | 千種区 |
| -                                                   | 吹上連絡路   |                                                                    |                 | 廃止                              | 千種区 |
| 213/203                                             | 吹上西出入口 | 若宮大通 （間）名古屋市道堀田高岳線（空港線）                      | 3.2             | 高針方面出入口                    | 千種区 |
| 214/204                                             | 春岡出入口   | 国道153号 （間）若宮大通 （間）名古屋市道名古屋環状線              | 4.4             | 高針方面出入口                    | 千種区 |
| 215/205                                             | 四谷出入口   | 名古屋市道鏡ヶ池線 （間）山手グリーンロード                        | 6.7             | 千音寺・都心環状方面出入口        | 千種区 |
| -                                                   | 高針TB       | -                                                                  | 9.5             | 千音寺・都心環状方面              | 名東区 |
| 216/206                                             | 高針出入口   | 愛知県道59号名古屋中環状線 （間） 国道302号（環状2号）             | 9.8             | 千音寺・都心環状方面出入口        | 名東区 |
| -                                                   | 高針JCT      | C2 名古屋第二環状自動車道（名二環）                                | 10.3            |                                   | 名東区 |
| C2 名古屋第二環状自動車道 名古屋IC・名古屋南JCT方面 |              |                                                                    |                 |                                   |        |

- 201-206 東行、211-216 西行

## 歴史

### 路線構想

当初計画ルートと現行ルートの比較。

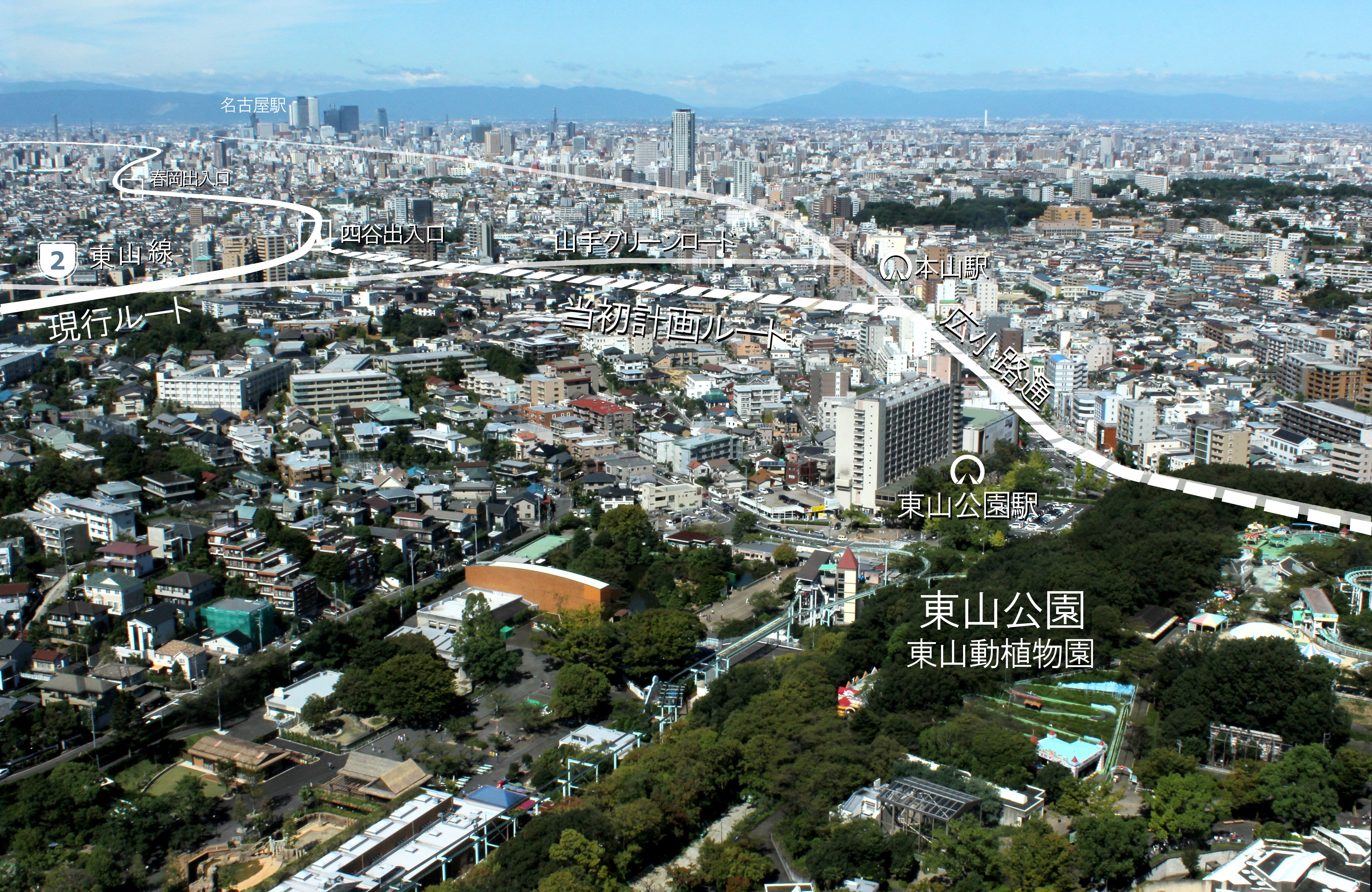
住宅密集地帯を貫くため、極力住民の犠牲を最小限に抑えられるように、現行ルートに変更された。

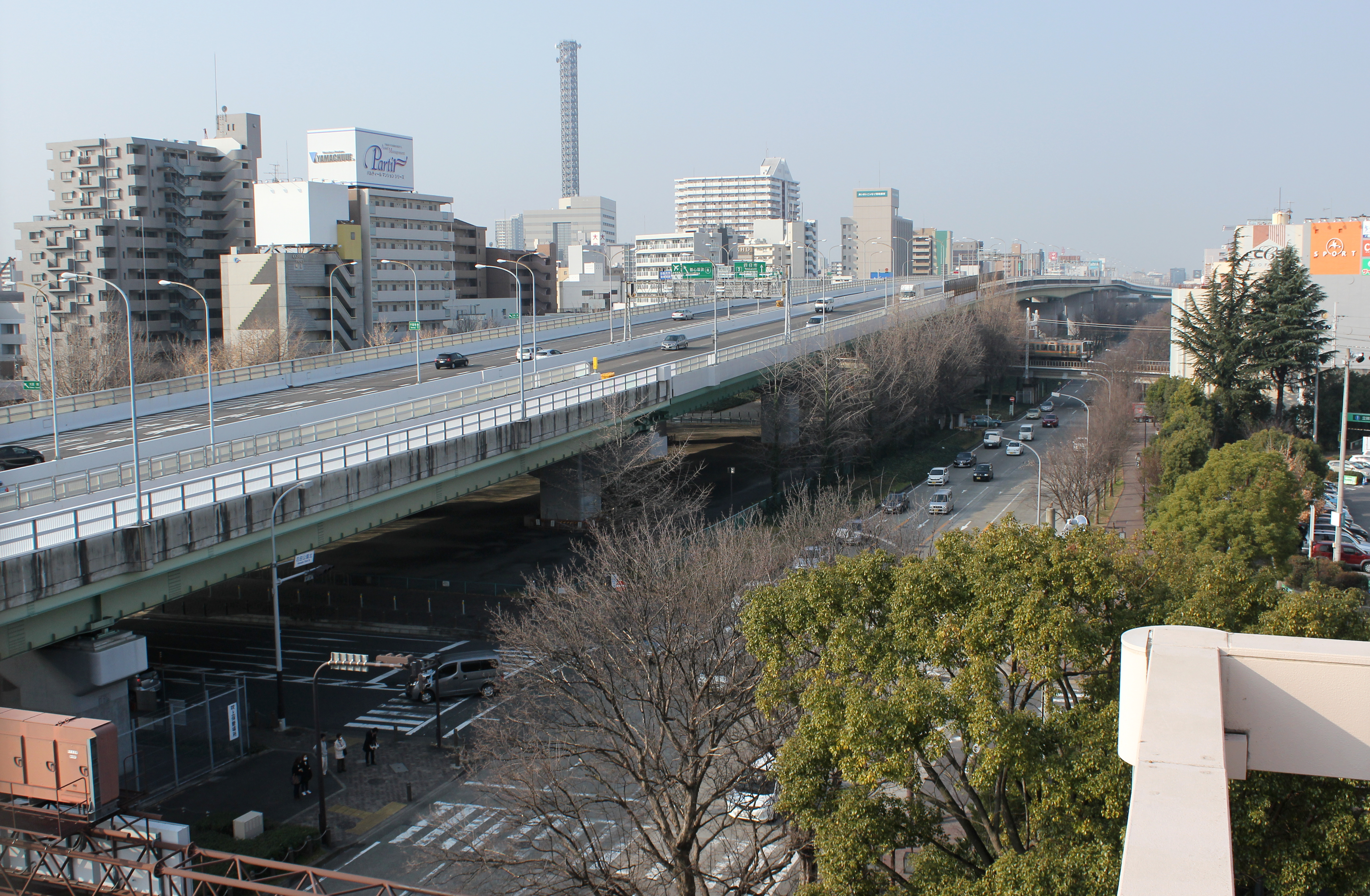
若宮大通区間の高架橋から半地下部への移行区間（奥にJR中央線を望む）。当初は中央線よりもさらに奥から半地下構造となる計画だったが、1976年の変更で画面手前側まで高架橋が延長された。

名古屋高速は交通集中が激しい都心と6方向との相互連絡を目的として計画された。この内、都心と東名高速道路名古屋IC間で計画されたのが2号東山線である。さらに、新洲崎JCTから5号万場線として西進のうえ名古屋西JCTにて東名阪自動車道と直結し、両高速道路間の連絡路線としての使命も併せ持つこととされた。計画立案当時は東名高速道路と東名阪自動車道を直通する自動車専用道路が存在しなかったことから両高速道路間の連絡は広小路通（愛知県道60号名古屋長久手線）によるほかなく、都心の渋滞を引き起こす一要因となっていた。このため2号東山線は5号万場線と一体となって都心に用のない通過交通を平面街路から排除する役割が期された。
2号東山線がまだ具体的経路が定まっていなかった時代、建設する平面街路の候補として錦通、広小路通、若宮大通が挙げられた。これは名古屋高速の建設にあたって広幅員道路を利用して用地買収を最小限度に抑えることを原則としたことによる。しかし、都心部でありながら空間に余裕がある100 m道路が建設には最適との判断によって若宮大通が選定された。
ところが若宮大通は千種区千種通7丁目で終点となり、これ以東に広幅員道路はなく、あるのは住宅密集地帯であった。計画ではこの住宅密集地帯を縦断して東山通3丁目に抜けて広小路通に到達、以後は広小路通（東山通）を東進して名古屋ICと連結する内容であった。しかし、住宅密集地帯に高速道路を新設するには800世帯の立ち退きが必要とされ、転居後の生活再建や自動車公害、東名高速と東名阪自動車道間の通過交通による環境悪化の懸念から地域住民の猛烈な建設反対運動に直面した（詳細は名古屋市道鏡ヶ池線を参照）。加えて広小路通以東では名古屋市営地下鉄東山線と路線競合することから、地下鉄と並行して建設することでコストアップの懸念が生じ、また、都市公園たる東山公園の前を高架式で通過させることを問題視する意見もあったことから、1976年（昭和51年）の都市計画変更において四谷 - 名古屋IC間を廃止のうえ代替ルートとして四谷 - 高針JCT間を提示した。そして高針JCTにて名古屋環状2号線専用部（名二環）に接続することとされたが、当時は名古屋環状2号線の事業計画が未決定のため、確定までのあいだ代替ルートを留保することになった。
だが、1982年（昭和57年）11月の名古屋環状2号線専用部の都市計画決定をもって留保の解除は時間の問題となった。また、2号東山線は四谷までの都市計画が決定されたものの、四谷までが部分開業となったあかつきには四谷周辺で接続車両による交通渋滞が予測されることから、早急に留保解除のうえ都市計画決定を取り付けたい名古屋市の意向によって1991年（平成3年）8月をもって高針までの都市計画が決定、当該ルートが確定を見た。
また、2号東山線の構想変更は終点位置変更にとどまらず、若宮大通区間にも及んだ。当初の構想では、中区千代田一丁目（丸田町JCTよりもやや都心寄り）付近で高架橋と半地下道路の移行が行なわれる計画だった。しかし、1976年（昭和51年）に至って技術上の制約から国鉄中央線交差部の東寄りまでを高架橋として、それ以東で半地下へ移行する構造となった。
これと前後して次のような案も出された。高速1号が名古屋環状2号線経由で東名名古屋ICと東名阪名古屋西ICを直結することで、東西間の通過交通が都心部になだれ込むことから環境的負荷が高まることが懸念された。このため、白川出入口と丸田町JCT間の約1.7kmを廃止して高速1号を切断する案が1975年（昭和50年）頃に名古屋市より提案された。この区間は若宮大通のメインストリートでもあるが、よしんば当該区間が通過交通の公害から解放されたとしても、都心環状線経由で東西間の連絡は可能であることから都心環状線にそのしわ寄せが向かうだけのことであった。一応、切断を前提に道路計画の住民説明会も行われたが、説明会終了の翌月に開かれた名古屋市議会でこの取り消し区間が復活した。自民党の市議会議員が突然この復活案を出して社会党も同調、市当局は発言する機会がなく、本山市長もあえて異を唱えることもなくこの案は了承された。

### 開通後
最初の開通区間は新洲崎JCTから白川出入口間0.8 kmで1986年（昭和61年）に開通、当時の1号万場線の延長線としての供用であった。続いて吹上までが1988年（昭和63年）に開通し、都心小ループを形成して三重県方面と名古屋市南部が直結した。3期目は2000年（平成12年）から2001年（平成13年）にかけての四谷までの開通で、当初は高針までの全線同時供用を目指していたが、東山トンネル建設に絡む用地取得が難航し、完成区間の有効活用を図るために四谷までを先行開業させることになった。先に見たように名古屋市は当初、地下鉄工事による道路規制とも重なることから四谷付近の混雑を懸念して部分開業には消極的だったが、ここにきて方針を転換することになった。ただし、渋滞の懸念から西行きの四谷入口だけを先行開業し、東行きの出口については供用を遅らせることで調整した。2003年（平成15年）に最後の供用区間として高針JCTまでが開通し、東名阪自動車道（現・名二環）と接続した。当初計画では1977年度までの建設完了が目論まれていたが、住民対応の絡みもあって2002年度までずれ込み、名古屋高速全路線の中にあって唯一終点位置の大規模な変更を伴っての全線供用となった。

### 年表
- 1970年（昭和45年）
  - 3月 : 都市高速道路調査室（愛知県と名古屋市の職員で構成）が計画路線網をまとめる[37]。ここで1号線として名古屋西JCT - 名古屋IC直結ルートを提示[38]。
  - 9月25日 : 吹上以東を留保し、名古屋西JCT - 吹上のルートで都市計画決定[39][40]。
- 1973年（昭和48年）1月19日 : 名古屋IC直結ルートで都市計画決定（公示）[41]。
- 1975年（昭和50年）5月27日 : 名古屋市は市議会建設環境部会に高速道路の変更原案を提出。その中で高速1号東部は高針ルートへの変更と白川出入口 - 丸田町JCT間を切断する旨を提示[31]。
- 1976年（昭和51年）
  - 6月1日 : 名古屋市議会の建設環境部会にて切断されていた白川出入口 - 丸田町JCT間が賛成多数で再度接続することを了承[32]。
  - 11月29日 : 四谷 - 名古屋ICを廃止のうえ代替の四谷 - 高針ルートを留保するかたちで都市計画変更（公示）[42]。
- 1986年（昭和61年）10月27日 : 名古屋西JCT（5号万場線）- 白川出入口開通[43]。
- 1988年（昭和63年）4月26日 : 白川出入口-吹上出入口（現在の吹上東出入口）開通、吹上連絡路開設[35]。
- 1991年（平成3年）8月28日 : 四谷から高針のルート決定を受けて都市計画変更（公示）[44]
- 1995年（平成7年）9月19日 : 吹上連絡路廃止（15時をもって閉鎖[45]）。路線番号と呼称を2号東山線に変更[46]。
- 1999年（平成11年）7月1日 : 名古屋市市議会にて市は吹上 - 高針間のうち、用地取得が難航している四谷 - 高針間の事情を鑑みて、吹上 - 四谷間を先行開業させることを公表[36]。
- 2000年（平成12年）12月11日 : 吹上東出入口 ← 四谷出入口（西行き）開通。吹上出入口を吹上東出入口に改称[47]。
- 2001年（平成13年）6月1日 : 吹上東出入口 → 四谷出入口（東行き）開通[48]。
- 2003年（平成15年）3月29日 : 四谷出入口 - 高針JCT開通により全線開通。高針JCTで東名阪自動車道（現・名古屋第二環状自動車道）に接続[48]。春岡入口開通[49]。
- 2011年（平成23年）3月20日 : 名二環名古屋南JCT - 高針JCT開通により高針JCTの南渡り連絡線を開設[50]。

## 路線状況

### 交通量
24時間交通量（台）　道路交通センサス
| 区間                          | 平成17（2005）年度 | 平成22（2010）年度 | 平成27（2015）年度 |
| ----------------------------- | ------------------ | ------------------ | ------------------ |
| 新洲崎JCT - 白川出入口        | 18,755             | 18,307             | 19,073             |
| 白川出入口 - 丸田町JCT        | 18,755             | 18,307             | 19,073             |
| 丸田町JCT - 吹上西・東出入口  | 37,877             | 39,939             | 41,758             |
| 吹上西・東出入口 - 春岡出入口 | 37,877             | 39,939             | 41,758             |
| 春岡出入口 - 四谷出入口       | 37,877             | 39,939             | 41,758             |
| 四谷出入口 - 高針出入口       | 31,692             | 34,903             | 38,028             |
| 高針出入口 - 高針JCT          | 31,692             | 34,903             | 38,028             |

（出典：「平成22年度道路交通センサス」・「平成27年度全国道路・街路交通情勢調査」（国土交通省ホームページ）より一部データを抜粋して作成）
- 令和2年度に実施予定だった交通量調査は、新型コロナウイルスの影響で延期された[51]。

### 道路情報ラジオ
- 東山（高針TB - 四谷　都心環状方面のみ）[52]

## 特記事項

### 環境、災害対策・都市景観への配慮
| 3号大高線（画像左）と2号東山線（画像右）。若宮大通区間では画像左のT型橋脚をやめて梁なし2柱式となり公園デザインと高架構造が一体となるようなデザインが採用された。また、箱桁は逆台形式、排水管も橋脚に内蔵するなど景観にこだわりを持った。 |  | 3号大高線（画像左）と2号東山線（画像右）。若宮大通区間では画像左のT型橋脚をやめて梁なし2柱式となり公園デザインと高架構造が一体となるようなデザインが採用された。また、箱桁は逆台形式、排水管も橋脚に内蔵するなど景観にこだわりを持った。 |
| 3号大高線（画像左）と2号東山線（画像右）。若宮大通区間では画像左のT型橋脚をやめて梁なし2柱式となり公園デザインと高架構造が一体となるようなデザインが採用された。また、箱桁は逆台形式、排水管も橋脚に内蔵するなど景観にこだわりを持った。 |  | |

名古屋高速は自動車公害や日照阻害を懸念する地域住民との折衝を経て当初計画案を可能な範囲で住民要望に沿うよう変更を重ねて建設された。中には建設コストや工期短縮の面から構造の変更を実施した路線もあるが、その中にあって2号東山線は環境的配慮から大幅な構造とルートの変更をおこなったことは先述した。このうち、日照阻害や騒音公害低減の意図から半地下式で建設された吹上西出入口 - 四谷出入口間と、緑豊かな東山公園一帯の環境保全の観点からトンネル式で建設された四谷出入口 - 高針集約料金所間における概要、環境的配慮については名古屋市道鏡ヶ池線、東山トンネルをそれぞれ参照されたい。従って、本節では新洲崎JCT - 吹上西出入口間における環境対策、景観面について解説する。
新洲崎JCTから吹上西出入口付近までは若宮大通の中央に建設された。若宮大通は久屋大通とともに名古屋を代表する100メートル (m) 級の広幅員道路で、街のシンボル的存在である。従って、ここに高架式高速道路を建設するにあたっては都市景観に対する特段の配慮を払うこととされた。建設を前にして市議会において高架下のグリーンベルトを公園として再生させる提言が出され、地元住民からもテニスコートや並木道、遊歩道的な歩道の造成等、各種施設を盛り込むよう要請がなされた。特に従来、高架下のイメージは暗い、重たいというマイナスイメージがあったことから、高架建造物も公園の構成要素との考えで開かれたイメージを付与するべくデザインを展開した。その内訳は、橋脚を従前の門型ないしT型に替えて梁なし2柱式とし、橋脚内に排水管を埋め込んだうえでコンクリートであるにもかかわらず塗装を行い、都市風景の一要素となるべく公園との調和を図った。橋脚に載る箱桁は逆台形としたほか、市長より久屋大通との交差部においては特に景観に配慮するよう要請されたことから、当該箇所の継ぎ手をボルト締めから現場溶接とした。また、高架を挟むようにして既存の銀杏並木を生かし、運動施設や花壇を設置するなどして高架下のイメージの向上につなげた。
なお、第二次世界大戦の空襲によって焦土と化した名古屋市の戦後復興において、住民の猛反対を押し切って若宮大通、久屋大通を造成した名古屋市技監の田淵寿郎が後年、公社職員に戦後復興で完成させた100 m道路に高速道路を通すことをどう思うかと尋ねられると、「その時々の人が選べばいいんだよ。都市計画とはそんなものだよ」との返事をしたとされる。
若宮大通直下には調節池が設けられている。近接する堀留水処理センターの関連施設で、都心部における浸水被害対策として国と愛知県、名古屋市が一体となって建設した。最大貯水量約10万立方メートル (m3) で、雨水が急激に新堀川に流入することを防いで河川流域の浸水被害を抑えるものである 。工事は1982年（昭和57年）から開始されたが、その後に2号東山線の建設工事が割って入った。このため、公社は調節池の築造工事に支障なきよう施工内容を工夫するなどして道路建設を行った。調節池の完工は1986年（昭和61年）、高速道路の完工（吹上まで）は1988年（昭和63年）である。

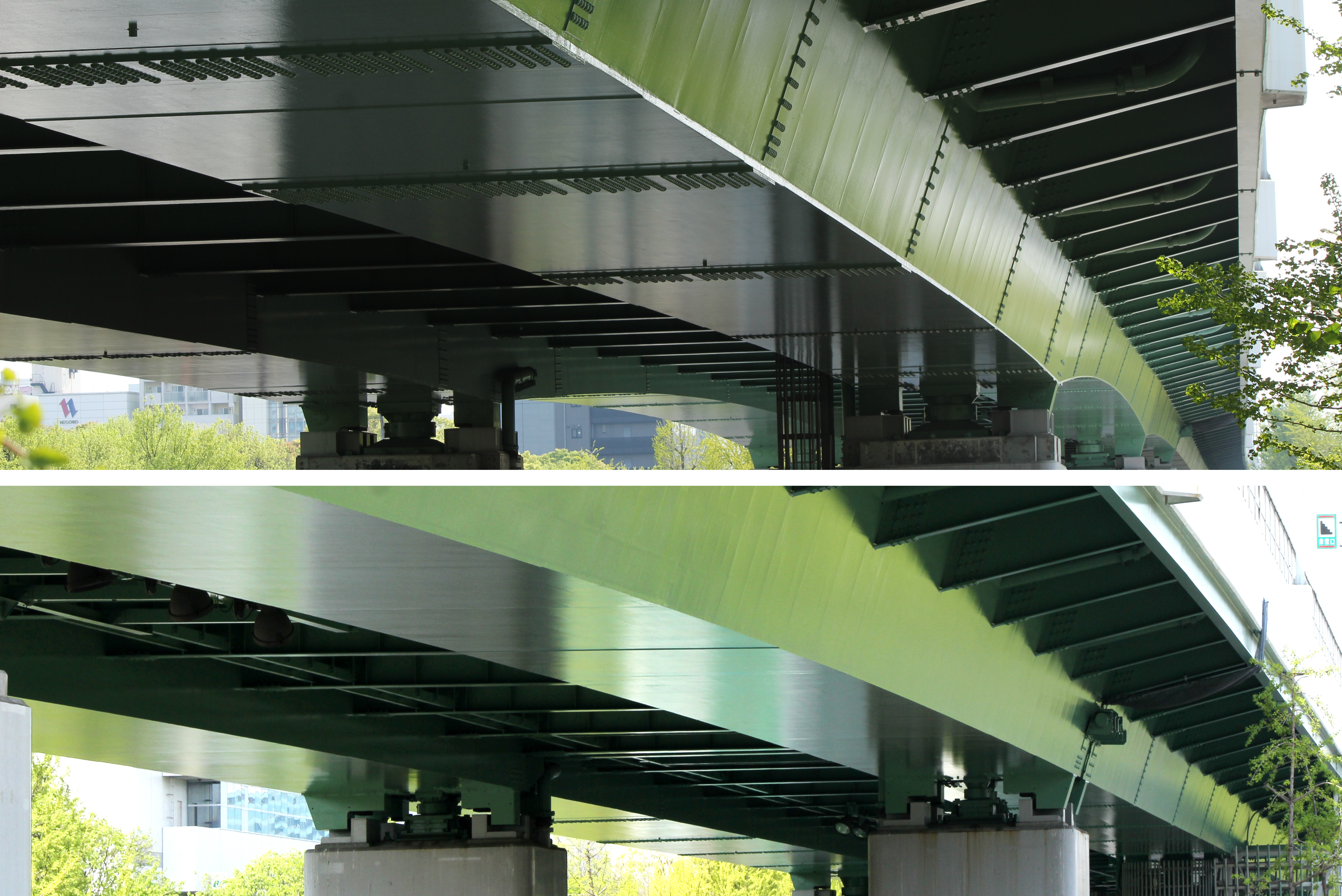
上部工箱桁のボルト締めによる継手あり（上）と現場溶接による継手なし（下）の比較
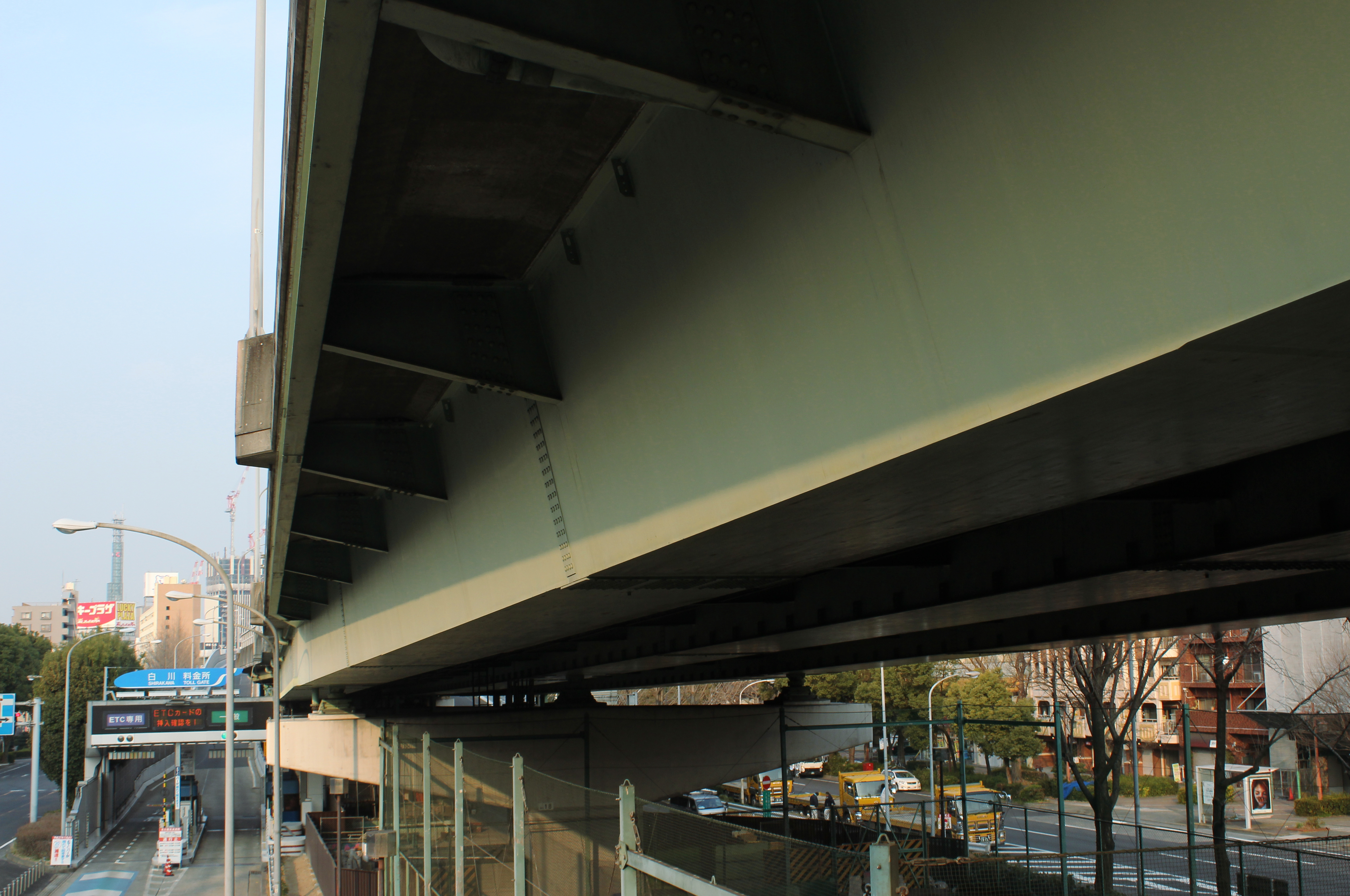
若宮大通区間に入ると箱桁が垂直（奥）から逆台形（手前、若宮大通側）に変化する（白川出入口付近）
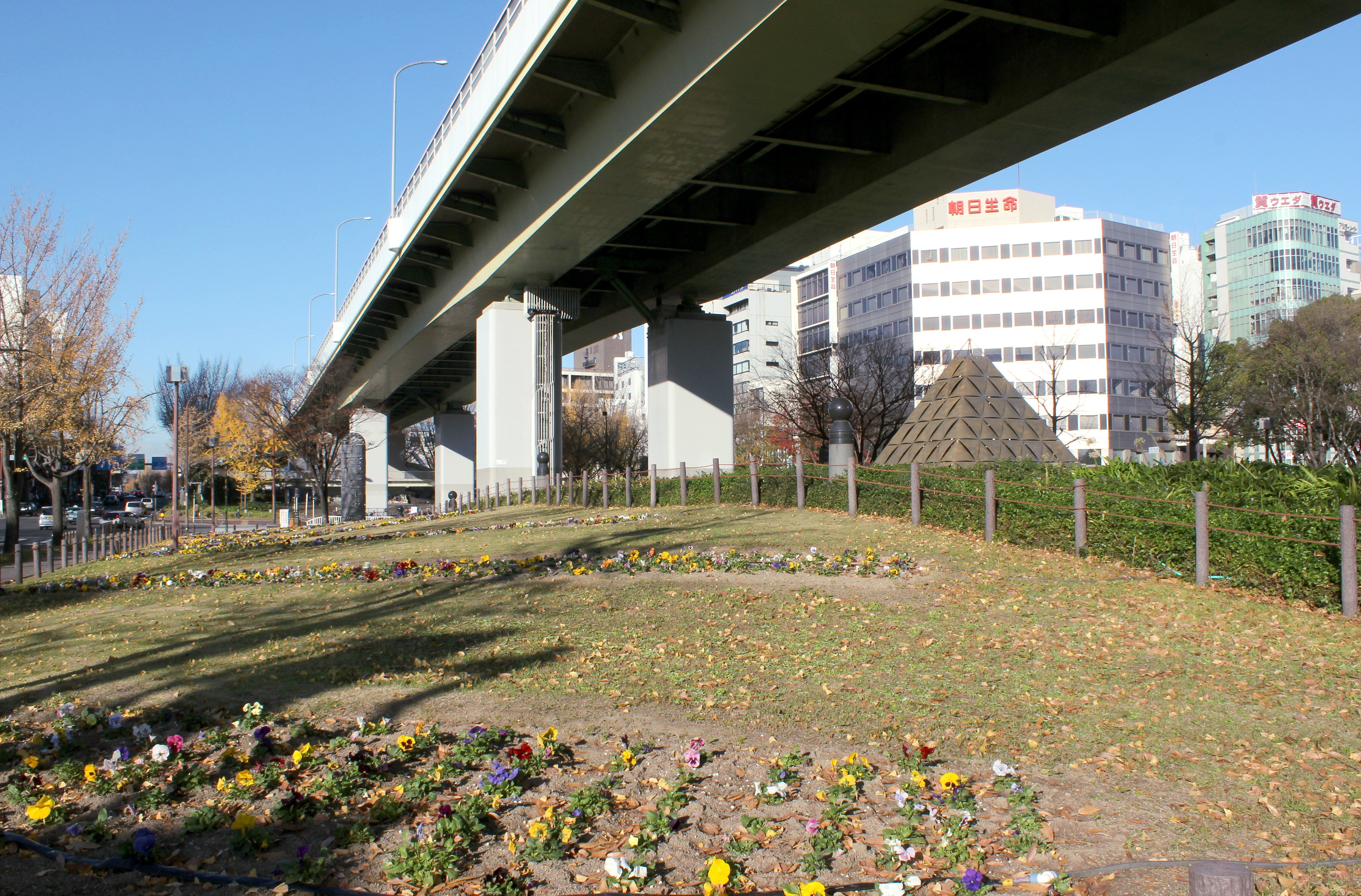
久屋大通との交点では花壇とピラミッドを設置
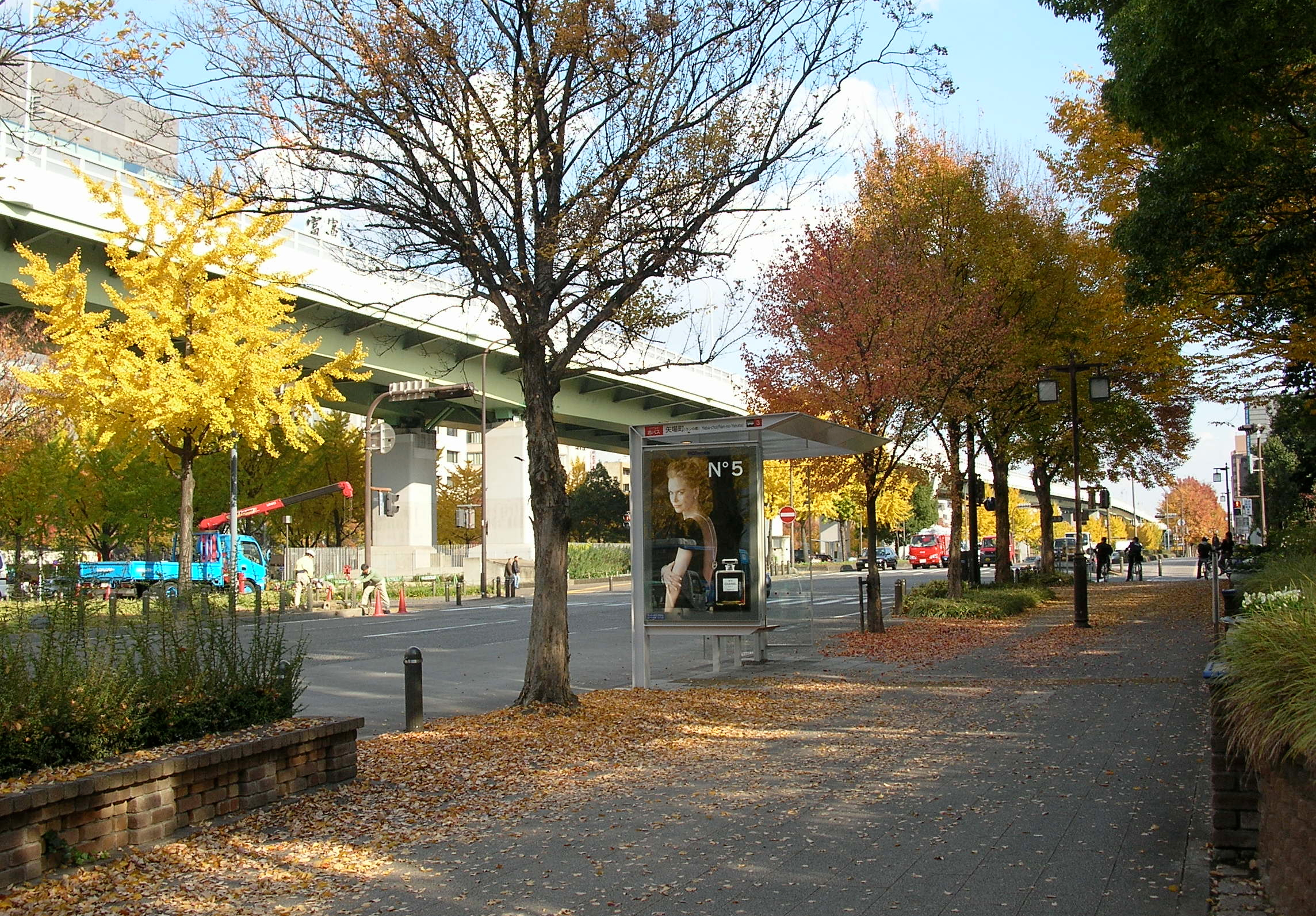
沿道との一体化も図られた
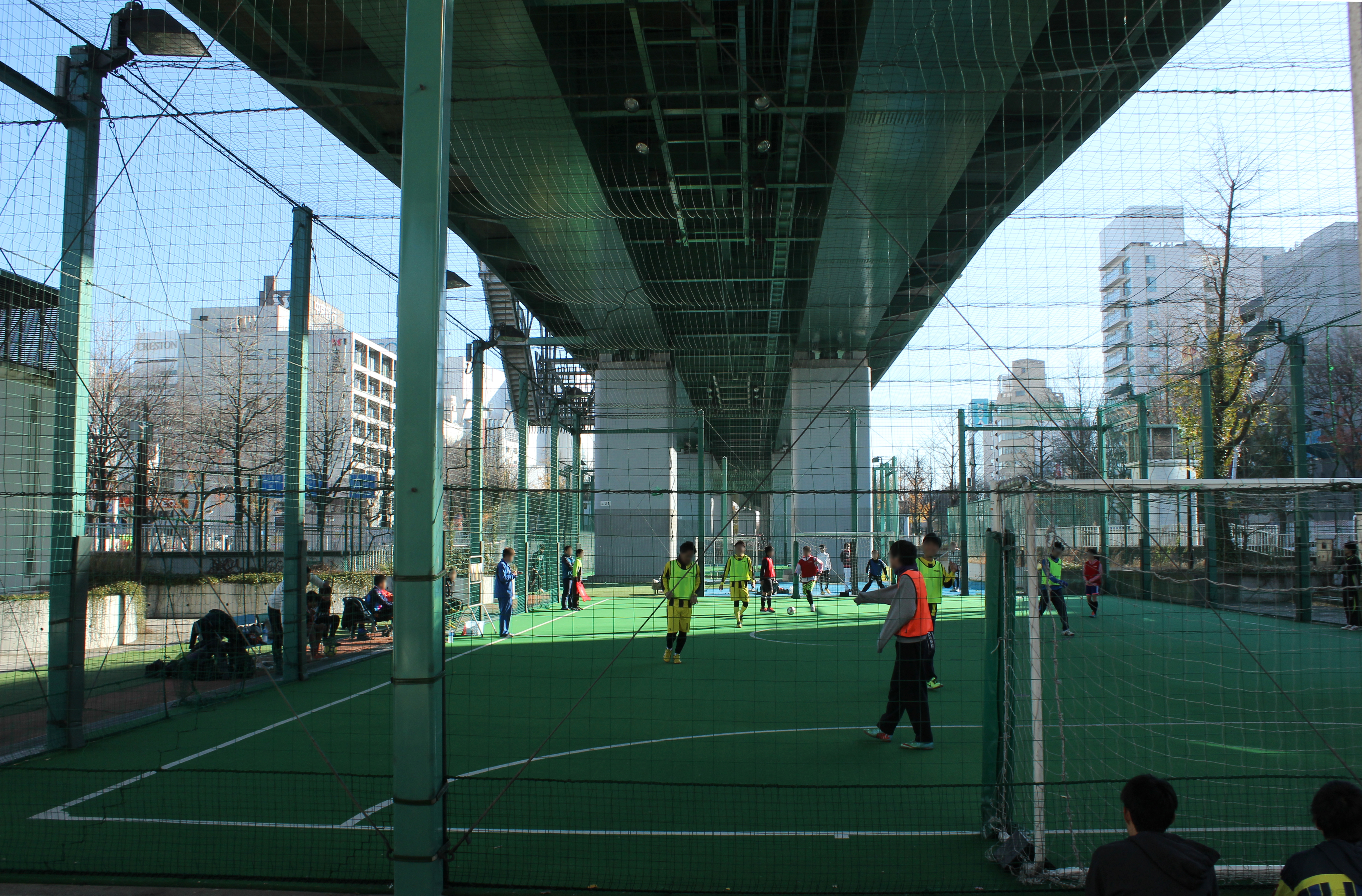
フットサルコート（供用開始は2005年）
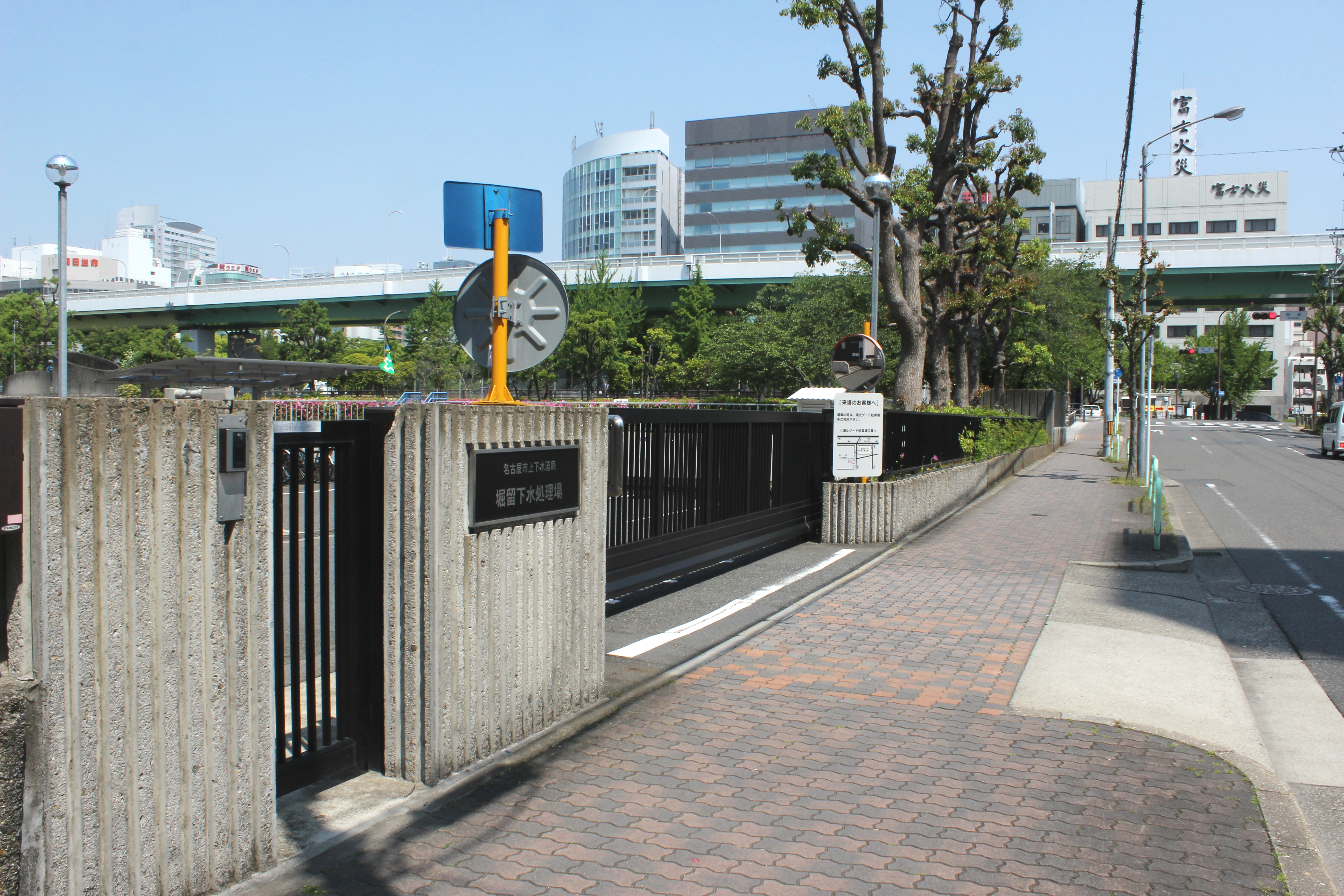
堀留水処理センターと若宮大通

### 迂回乗り継ぎ制度
当該路線は都心環状線の概ね中間地点を東西に貫通し、新洲崎JCTと丸田町JCTの2か所で都心環状線と接続する。この路線形態を生かして、かつて都心環状線が環状ルートを形成していなかった時代に、5号万場線から3号大高線に直通するルートとして2号東山線が吹上暫定連絡路を設置のうえ活用された（詳細は名古屋高速都心環状線#都心小ループを参照）。この連絡路は1995年（平成7年）の都心環状線全線開通を機に廃止されたが、2004年（平成16年）2月から吹上東出口流出後15分以内に吹上東入口に入場した場合、新たな料金を徴収しないサービスがETC搭載車限定で開始された。
この制度が実施された背景には、当時3号大高線の慢性化した渋滞が都心環状線の山王ジャンクションまで到達していたことに端を発する。当時の山王JCTは現在と違って2車線しかなく、これが大高線からの流入交通を吸収しきれていなかった。そこへ1号楠線から名古屋西JCT（5号万場線）へ向かう交通が流入することで混雑に一層の拍車をかけることになった。これは楠JCT（1号楠線）方面から名古屋西JCT（5号万場線）方面に向かう場合、都心環状線の丸田町JCTから西向きの2号東山線に乗り入れることは不可能であるため、鶴舞南と山王の両ジャンクションを経由する大回りルートを選択する過程で、3号大高線からの流入交通と重複することにより発生するものであった。
そこで考えられたのが、1号楠線から南下した交通を丸田町JCTから東向きの東山線に流入させて吹上東出口で一般道に流出、Uターンして再度吹上東入口から東山線に流入のうえ名古屋西JCTを目指してもらうことで、都心環状線の南側をショートカットして大高線からの流入交通と分離、混雑緩和を図る内容であった。同様の対策として、名古屋西JCT（5号万場線）から名古屋南JCT（3号大高線）に向かう場合の明道町JCTにおける混雑緩和も期待された。ただし混雑がなければ大回りしても都心環状線経由が早いことから、双方の選択は各ドライバーの任意である。

### 東名高速道路との連絡にかかわる追加料金について
当該路線は東名高速道路名古屋ICとの連結計画が環境面から高針JCT経由に変更されたことは先述した。よって東名高速名古屋ICと都心の連絡は短い距離ながら料金体系の異なる名二環を介するため、2021年5月に名古屋高速・名二環が対距離制料金に移行するまでは510円（普通車）の追加料金が発生していた。このため、過去にはETC割引実験をはじめセット回数券の発行によって割高感の解消を狙った料金制度が適用された。なお、現状では東名高速静岡・豊橋方面と名古屋都心の連絡は伊勢湾岸自動車道の全線開業によって3号大高線、4号東海線による選択肢が追加され、この2路線は伊勢湾岸自動車道との直接連絡であるため追加料金は発生しない。また、対距離制料金移行後は値下げが実施されたため、2号東山線から名二環を経由することによる割高感は無くなっている。

## 地理

### 通過する自治体
- 名古屋市
  - 中村区 - 中区 - 千種区 - 天白区 - 名東区

### 接続する高速道路
- 名古屋高速5号万場線（新洲崎JCTで直結）
- 名古屋高速都心環状線（丸田町JCTで接続）
- C2 名古屋第二環状自動車道（高針JCTで接続）